# Pseudeos
Pseudeos este un gen de papagal din familia Psittaculidae.
Genul conține două specii:
- Pseudeos fuscata (Blyth, 1858) – lori întunecat
- Pseudeos cardinalis (Gray, 1849) – lori cardinal